# Poesia japonesa

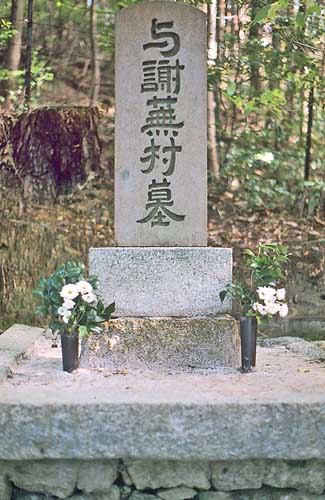
Túmulo do poeta japonês Yosa Buson

Quando poetas japoneses se depararam com a poesia chinesa pela primeira vez, esta estava no seu pico durante a dinastia Tang. Levou vários séculos para eles digerirem o impacto estrangeiro, torna-lo parte de sua cultura e fundi-lo com a tradição literária na sua língua mãe, e começar a desenvolver a diversidade de sua poesia nativa. Por exemplo, no Conto de Genji ambos os tipos de poesia são frequentemente mencionados. (Já que muita poesia no Japão era escrita em chinês, talvez seja mais acurado referir-se a poesia em língua japonesa.)  
Uma nova tendência começou na metade do século XIX. A partir de então as principais formas de poesia japonesa tem sido o tanka (novo nome para o waka), o haiku e o shi.
Atualmente as principais formas de poesia japonesa podem ser divididas em poesia experimental e poesia que busca revitalizar as formas tradicionais. Poetas escrevendo em tanka, haiku e shi movem-se em planos separados e raramente escrevem poesias numa forma diferente da forma específica que utilizam, embora alguns poetas ativos gostam de colaborar com poetas em outros gêneros.
Coleções importantes são o Man'yōshū, Kokin Wakashū e o Shin Kokin Wakashū.

## Antiga

### Poemas emKojikieNihonshoki
O trabalho mais antigo da literatura japonesa é o Kojiki, escrito no século VIII, no qual Ō no Yasumaro (太安万侶) registrou história e mitologia japonesa como recitada por Hieda no Are (稗田阿礼), que a havia recebido de seus antepassados. Muitas das peças poéticas registradas no Kojiki talvez tenham sido transmitidas de uma época quando os japoneses ainda não possuiam uma forma de escrita.  O Nihonshoki, a mais antiga história do Japão conhecida foi terminado oito anos após o Kojiki e também contém muitas peças poéticas. Estas eram em sua maioria não muito longas e não possuiam forma fixa. O primeiro poema documentado em ambos os livros foi atribuido a um kami (deus), chamado Susanoo (須佐之男), o irmão mais jovem de Amaterasu. Quando ele se casou com a Princesa Kushinada na província de Izumo, o kami fez um uta, ou waka, poema.
八雲立つ　出雲八重垣　妻籠みに　八重垣作る　その八重垣を
Yakumo tatsu / Izumo yaegaki / Tsuma-gomi ni / Yaegaki tsukuru / Sono yaegaki wo
(Óctuplas nuvens nascentes / Construa uma cerca óctupla / Uma cerca Izumo óctupla / Onde eu possa manter minha noiva / Oh, esplendida cerca óctupla!)
Este é o waka (poema em japonês) mais antigo conhecido e portanto a poesia foi posteriormente louvada como tendo sido fundada por um kami, uma criação divina.
Os dois livros compartilham várias peças iguais ou semelhantes mas o Nihonshoki contem algumas novas porque registra eventos posteriores (até o reinado do imperador Temmu) ao Kojiki. Os tema dos waka nestes livros são bastante variados, cobrindo amor, tristeza, sátira, gritos de guerra, louvor à vitória, charadas, etc. Muitos dos trabalhos no Kojiki são anônimos. Alguns foram atribuidos a kami, imperadores e imperatrizes, nobres, generais, pessoas do povo e algumas vezes a inimigos da corte. A maior parte destes trabalhos é considerada coletivamente como 'trabalhos do povo', mesmo quando atribuidos a alguem, como ao kami Susanoo.

### Poetas Man'yōshū iniciais (Vol. I-III)
A antologia poética de wakas mais antiga é o Man'yōshū, em vinte volumes. Provavelmente terminado no iníco do período Heian, é uma coleção de trabalhos antigos. A ordem de suas seções é aproximadamente cronológica. A maioria dos trabalhos no Man'yōshū possuem uma forma fixa chamada atualmente de choka e tanka. Entretanto, trabalhos mais antigos, especialmente no Volume I, não seguem esta forma fixa e são atribuidos ao imperador Yūryaku.
O Man'yōshū começa com um waka sem forma fixa. É tanto uma canção de amor por uma garota desconhecida a qual o poeta havia conhecido por acaso quanto uma canção ritualística louvando a beleza da terra. Esta poesia é meritória de ser atribuida a um emperador e é usada atualmente no ritual da corte imperial. 
A primeira das três seções contêm em sua maior parte trabalhos de poetas da metade do século VII até o início do século VIII. Poetas significantes entre eles foram Nukata no Ōkimi e Kakinomoto Hitomaro. Kakinomoto Hitomaro foi não apenas o maior poeta daquela época inicial mas também o mais importante no Man'yōshū. Ele é sem dúvida um dos principais poetas da literatura japonesa.

### Influência chinesa
A literatura chinesa foi introduzida no Japão no século VII. Demorou cerca de meio século até que ela começasse a influenciar a literatura japonesa. Na corte do imperador Temmu alguns nobres começaram a recitar poesia chinesa. O conhecimento da língua chinesa era um sinal de educação e a maioria dos frequentadores da corte escreviam poesia em chinês. Posteriormente estes trabalhos foram reunidos no Kaifūsō, uma das mais antigas antologias de poesia do Japão, editada no início do período Heian. Graças a este livro o poema de morte do  Príncipe Ōtsu sobreviveu até os dias de hoje.
A forte influência da métrica chinesa pode ser vista no Kakyō Hyōshiki. No texto de 772, Fujiwara no Hamanari tenta aplicar regras fonéticas da poesia chinesa na poesia japonesa.

### Poetas do período Nara
Em 710 a capital japonesa foi movida de Fujiwara (atual Asuka) para Nara e teve início o Período Nara (710-794). Neste período a influência chinesa atingiu um máximo. O Tōdai-ji foi estabelecido e o Grande Buda (Daibutsu) criado sob a ordem do Imperador Shōmu. Os poetas waka significativos deste período foram Ōtomo no Tabito, Yamanoue no Okura, e Yamabe no Akahito. O Man'yōshū incluiu também várias poetizas que escreveram principalmente poemas de amor. Os poetas do Man'yōshū eram aristocratas nascidos em Nara mas que ocasionalmente viviam ou viajavam em outras províncias como burocratas do imperador. Estes poetas escreveram suas impressões de viagem e expressaram suas emoções por amantes ou crianças. Algumas vezes seus poemas criticavam o insucesso político do governo ou a tirania de oficiais locais. Yamanoue no Okura escreveu um choka, Um diálogo entre dois homens pobres (貧窮問答歌, Hinkyū mondōka); neste poema dois homens pobres lamentavam suas vidas severas de pobreza. Uma hanka é a seguinte:
世の中を　憂しとやさしと　おもへども　飛び立ちかねつ　鳥にしあらねば
Yononaka wo / Ushi to yasashi to / Omo(h)e domo / Tobitachi kanetsu / Tori ni shi arane ba
(Sinto que a vida é / cheia de tristeza e insuportável / embora / não possa voar pra longe / já que não ou um pássaro.)
O Man'yōshū contêm não apenas poemas de aristocratas mas também poemas anônimos de pessoas comuns. Estes poemas são chamados Yomibito shirazu, poemas cujo autor é desconhecido. Entre eles existe um estilo específico de waka chamado Azuma-uta, waka escrito no dialeto oriental. Azuma, significando leste, designava as províncias orientais correspondendo aproximadamente à região do Kantō e ocasionalmente Tōhoku. Estes poemas eram cheios de alusões rurais. Há um estilo específico entre os Azuma-uta, chamado Sakimori uta, waka dos soldados. Eram principalmente waka de soldados conscritos que deixavam suas casas. Estes soldados eram recrutados nas províncias orientais e eram forçados a trabalhar com guardas em Kyūshū por vários anos. Algumas vezes seus poemas expressavam nostalgia pela terra natal longínqua.

### Waka no início do período Heian
Acredita-se que o Man'yōshū tenha alcançado sua forma final, a que conhecemos hoje, no início do período Heian. É provável que Otomo no Yakamochi tenha sido o editor final mas alguns documentos dizem que o livro foi editado novamente num período posterior por outros poetas, incluindo Sugawara no Michizane. 
Embora houvesse uma forte inclinação à poesia chinesa, alguns poetas waka eminentes estavam ativos no início da era Heian, incluindo os seis melhores poetas waka.

### O apogeu dokanshi

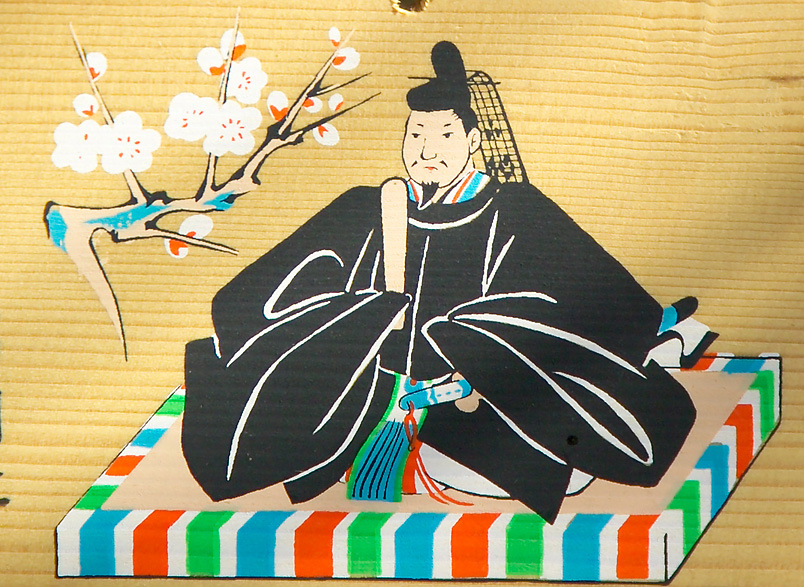
Sugawara no Michizane é reverenciado como o deus do aprendizado, como visto neste ema num templo Shintō.

No início do período Heian a poesia chinesa ou kanshi (漢詩, poesia chinesa) era o estilo mais popular de poesia entre a aristocracia japonesa. Alguns poetas como Kūkai estudaram na China e eram fluentes em chinês. Outros como Sugawara no Michizane cresceram no Japão mas entendiam bem chinês. Quando eles acomodavam diplomatas estrangeiros, eles se comunicavam não oralmente mas por escrito, usando kanji ou caracteres chineses. Naquele período, a poesia chinesa na China havia atingido um de seus pontos mais altos. Poetas chineses famosos da dinastia Tang como Li Po (李白) eram seus contemporâneos e seus trabalhos eram bem conhecidos pelos japoneses. Alguns que foram à China para estudar ou para diplomacia conheceram estes grandes poetas. Os estilos mais populares de kanshi eram de 5 ou 7 silabas em 4 ou 8 linhas, com regras de rima muito estritas. Os poetas japoneses tornaram-se proficientes nestas regras e produziram muita poesia boa. Também produziu-se alguns poemas longos com linhas de 5 ou 7 silabas. Estes, quando cantados, recebiam o nome de shigin (詩吟) - uma prática que continua ainda nos dias de hoje.
O próprio imperador Saga era proficiente em kanshi. Ele ordenou a compilação de três antologias de kanshi. Estas foram as primeiras das antologias imperiais, uma tradição que continuou até o período Muromachi.

### Kokin Wakashū
No meio do período Heian o waka foi revivido com a compilação do Kokin Wakashū ou Kokinshū (古今(和歌)集 , "coleção de poemas antigos e modernos"). Foi editado por ordem do imperador Daigo. Cerca de 1.000 waka, em sua maioria do final do período Nara até o tempo contemporâneo foram adicionados na antologia por cinco poetas waka da corte, incluindo Kino Tsurayuki que escreveu o "Prefácio em Kana" (Kanajo).
O prefácio Kana do Kokin Wakashū foi a segunda mais antiga expressão de teoria literária e crítica no Japão (a primeira foi de Kūkai). A teoria literária de Kūkai não foi influente, mas o Kokin Wakashū definiu os tipos de waka e portanto de outros gêneros que desenvolver-se-ião a partir do waka.
A coleção é dividida em vinte partes, refletindo modelos mais antigos como o Man'yōshū e várias antologias chinesas. Entretanto, a organização dos tópicos é diferente de todos os modelos anteriores, e foi seguida por todas as coleções oficiais posteriores, embora algumas coletâneas, como o Kin'yō Wakashū e o Shika Wakashū, reduziriam o número de partes para dez. As partes do Kokin Wakashū estão organizadas da seguinte forma: Partes 1-6 cobrem as quatro estações, seguida por poemas congratulatórios, poemas de despedida e poemas de viagem. As dez seções finais incluem poesia sobre os 'nomes das coisas', amor, lamentos, poemas ocasionais, versos miscelâneos e por fim poemas tradicionais e cerimoniais do Bureau de Poesia.
Os compiladores incluiram o nome do autor de cada poema, e o tópico (題 dai) ou inspiração do poema, se conhecido. Os principais poetas do Kokin Wakashū incluem Ariwara Narihira, Ono no Komachi, Henjō e Fujiwara no Okikaze, bem como os próprios compiladores. Inclusão em qualquer coleção imperial, e particularmente no Kokin Wakashū, era uma grande honra.

### Influência do Kokin Wakashū
O Kokin Wakashū é o primeiro dos Nijūichidaishū (二十一代集), as 21 coleções de poesia japonesa compiladas por requisição imperial. Foi a realização mais influente da pesia da época, ditando a forma e o formato da poesa japonesa até o fim do século XIX. A primazia dos poemas sobre as estações iniciada pelo Kokin Wakashū continua até os dias de hoje na tradição haiku (ou haikai). O prefácio japonês por Ki no Tsurayuki é também o início da crítica japonesa como distinta da bem mais prevalecente poética chinesa nos círculos literários da época. (A antologia também inclui um prefácio chinês tradicional de autoria de Ki no Tomonori). A idéia de incluir tanto poemas antigos como novos também foi uma outra inovação importante, largamente adotada em trabalhos posteriores, tanto em prosa como em verso. Os poemas do Kokin Wakashū foram ordenados cronologicamente; os poemas de amor, por exemplo, relatam a progressão e flutuações num caso de amor da corte. Esta associação de um poema ao seguinte marca esta antologia como o ancestral da tradições renga e haikai.

### Antologias imperiais de Waka
Após o Shin Kokin Wakashū ter sido ordenado e editado pelo imperador Go-Toba, oito antologias de waka foram compiladas por edito imperial. Estas antologias refletiam o gosto dos aristocratas e eram consideradas o ideal de waka em cada período.

## Do antigo tardio ao médio

### Waka na vida dos Kuge
No passado era costume trocar wakas como uma forma de correspondência ao invés de cartas em prosa. Algumas vezes wakas improvisados eram usados na conversação diaria da alta sociedade. Em particular, as trocas de waka era comum entre amantes. Refletindo este costume, cinco dos vinte volumes do Kokin Wakashū (ou Kokinshū) continham wakas de amor. No período Heian os amantes trocariam wakas de manhã quando eles se separavam na casa da mulher. Esta troca era chamada Kinuginu (後朝), porque pensava-se que o homem queria ficar com sua amada e quando o sol nascia ele quase não tinha tempo de vestir-se com as roupas que haviam usado de colchão (como era o costume naqueles dias). Logo escrever e recitar waka tornou-se parte da cultura aristocrática. Recitava-se um pedaço de waka aprpriado livremente para implicar-se algo em certas ocasiões. No Makura no Sōshi está escrito que uma consorte do imperador Murakami memorizou mais de mil waka do Kokin Wakashū com sua descrições. 